# Рензаев, Николай Фёдорович
Никола́й Фёдорович Ренза́ев (5 апреля 1923, Цители-Цкаро, Грузинская ССР — 13 мая 1979, Севастополь) — советский подводник, контр-адмирал (с 16.6.1965); первый (1963—1966) командир 11-й дивизии атомных подводных лодок Краснознамённого Северного флота, первый (1967 — май 1969) заместитель командира 5-й оперативной Средиземноморской эскадры кораблей Военно-Морского Флота.

## Биография
Родился в грузинском селе Цители-Цкаро (рус. Красные Колодцы) 5 апреля 1923 года в русской семье крестьянина-середняка. В 1935 году, после смерти родителей, переехал к родственникам отца в Тифлис, где окончил 7 классов. В 1938 году переехал к другим родственникам в Горький.
В 1940 году, окончив 9 классов, поступил в 3-ю специальную военно-морскую школу в Горьком, с июля 1941 — курсант Каспийского военно-морского училища в Баку, с августа 1942 года по август 1944 — курсант Высшего военно-морского училища имени М. В. Фрунзе. В период учёбы трижды (1942, 1943, 1944) был в Иране в период летней практики на учебном судне «Шаумли».
В августе-сентябре 1944 года в качестве курсанта на крейсере «Ворошилов» участвовал в Великой Отечественной войне на Черноморском флоте.
В феврале 1945 года вступил в ВКП(б). В марте 1945 года, после окончания училища, направлен в распоряжение Военного совета Тихоокеанского флота. С мая 1945 по ноябрь 1948 года — командир штурманской боевой части (БЧ-1) подводной лодки «Щ-113» 1-й бригады подводных лодок Тихоокеанского флота; в составе экипажа с августа по сентябрь 1945 участвовал в войне с империалистической Японией.
С ноября 1948 по январь 1950 года — помощник командира подводной лодки «Щ-111» (5-я бригада подводных лодок Камчатской военной флотилии 7-го Военно-морского флота). В декабре 1950 года окончил Высшие специальные классы офицерского состава подводного плавания и противолодочной обороны Военно-Морского Флота.
В последующем занимал в 8-м Военно-морском флоте должности помощника командира подводной лодки «М-246» (5-й дивизион 2-й бригады подводных лодок, декабрь 1950 — декабрь 1951), помощника и старшего помощника командира подводной лодки «Б-26» (156-я бригада 17-й дивизии подводных лодок; капитан 3 ранга), старшего помощника командира подводных лодок «С-150», «С-153» (июль 1952 — октябрь 1954), командира подводной лодки «С-355» (157-я бригада 17-й дивизии подводных лодок, октябрь 1954 — сентябрь 1956).
С сентября 1956 по сентябрь 1959 года — командир подводной лодки Б-80. В последующие годы служил на Северном флоте: начальник штаба 211-й бригады 33-й дивизии подводных лодок (сентябрь 1959 — июнь 1961), начальник штаба — заместитель командира 31-й дивизии 1-й флотилии подводных лодок (июнь — июль 1961), начальник штаба — заместитель командира 3-й дивизии 1-й флотилии подводных лодок (июль 1961 — август 1963). В августе 1962 года был старшим на борту атомной подводной лодки К-21, выполнившей подлёдное плавание, в ходе которого экспериментально была показана возможность применения торпед для создания искусственной полыньи с целью всплытия в аварийном случае.
С июля 1963 по сентябрь 1966 года — первый командир 11-й дивизии подводных лодок 1-й флотилии подводных лодок Северного флота. В июне 1967 года окончил Академические курсы офицерского состава при Военно-морской академии.
С 13 июня 1967 по май 1969 года — заместитель командира 5-й Средиземноморской эскадры кораблей Военно-Морского Флота.
С мая 1969 по декабрь 1971 года — командир 17-й дивизии подводных лодок Северного флота. С декабря 1971 по апрель 1973 года служил в Черноморском высшем военно-морском училище имени П. С. Нахимова.
Скончался 13 мая 1979 года в Севастополе, похоронен на Почётной аллее кладбища города Севастополь.

### Семья
- Отец — Фёдор Андреевич Рензаев (1902—1926),
- Мать — Анастасия Дмитриевна Рензаева (урожд. Биденко; 1903—1935),
- Жена — Надежда Николаевна Рензаева (1924—2010),
- Дочь — Елена Николаевна Рензаева,
- Сын — Олег Николаевич Рензаев,
- Внук — Артем Сергеевич Рензаев.

## Награды
- три ордена Красной Звезды (1954, 1960, 1967)
- медали:
  - «За боевые заслуги» (1950)
  - «За победу над Германией» (1945)
  - «За победу над Японией» (1945)
  - «30 лет Советской Армии и Флота» (1948)
  - «40 лет Вооружённых Сил СССР» (1958)
  - «20 лет Победы в Великой Отечественной войне 1941—1945 гг.» (1965)
  - «50 лет Вооружённых Сил СССР» (1967).